# Nicola Schrudde
Nicola Schrudde (* 1962 in Bensberg) ist eine deutsche Bildhauerin.

## Leben
Nicola Schrudde studierte von 1981 bis 1988 an der Kunstakademie Düsseldorf. Wichtige zusätzliche Impulse und fördernde Kritik erfuhr sie im Umfeld der Akademie durch Bernd Minnich. Sie ist Meisterschülerin von Klaus Rinke. 1985 lebte Nicola Schrudde im Rahmen eines Studienaufenthalts in Kairo, wo sie in engen Kontakt mit Kunst und Kultur der arabischen Welt kam. Nach ihrem Kunststudium entfaltete sie eine intensive internationale Ausstellungstätigkeit. Arbeiten der Künstlerin befinden sich unter anderem in diesen öffentlichen Sammlungen und Museen: Arp Museum (Bahnhof Rolandseck), Remagen, Kunsthaus Nordrhein-Westfalen, Aachen, Kunstmuseum Bonn, Museum Kunstpalast, Düsseldorf, Städtisches Museum Schloss Salder, Salzgitter, Victoria and Albert Museum, London, Villa Massimo, Rom. Seit 1995 ist Nicola Schrudde auch in der künstlerischen Hochschullehre tätig, mit Dozenturen und Lehraufträgen am Edinburgh College of Art (ECA), der Freien Akademie der Bildenden Künste Essen (fadbk), der Technischen Universität Dortmund und der Universität zu Köln.
Nicola Schrudde ist Mitglied im Deutschen Künstlerbund. Sie lebt und arbeitet in Düsseldorf.

## Werk

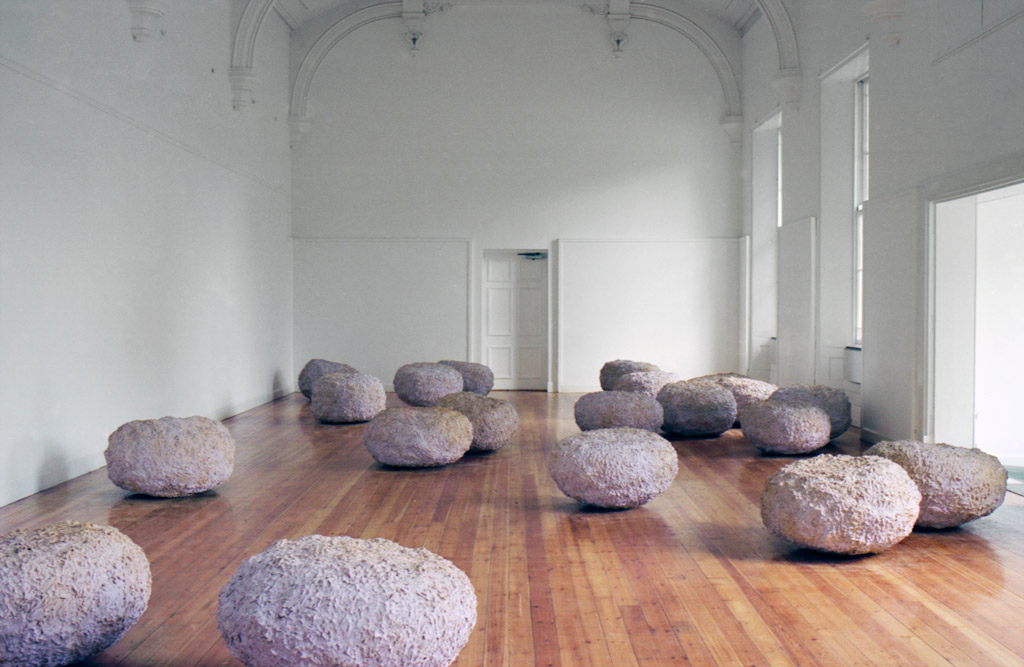
Where Ochre Turns to Violet (1997)
Caledonian Hall at Royal Botanic Garden, Edinburgh
(Foto: Nicola Schrudde)

Im Zentrum des Werks von Nicola Schrudde stehen ortsspezifische Installationen oder Interventionen im Innen- und Außenraum. Diese konstituieren sich wesentlich aus skulpturalen Elementen und Videos, die zueinander wie zur sie umgebenden Umwelt komplexe räumliche Beziehungen eingehen. Vor dem Hintergrund von Naturbetrachtung entfalten diese konstellativen Rauminstallationen eine Tendenz zur Kontemplation. Die Künstlerin selbst spricht in diesem Zusammenhang von »Ereignissen der Stille«. Im Umfeld des bildhauerischen Werkprozesses entstehen auch Arbeiten aus den Bereichen Fotografie und Malerei. 

### Ellipsoide Plastik

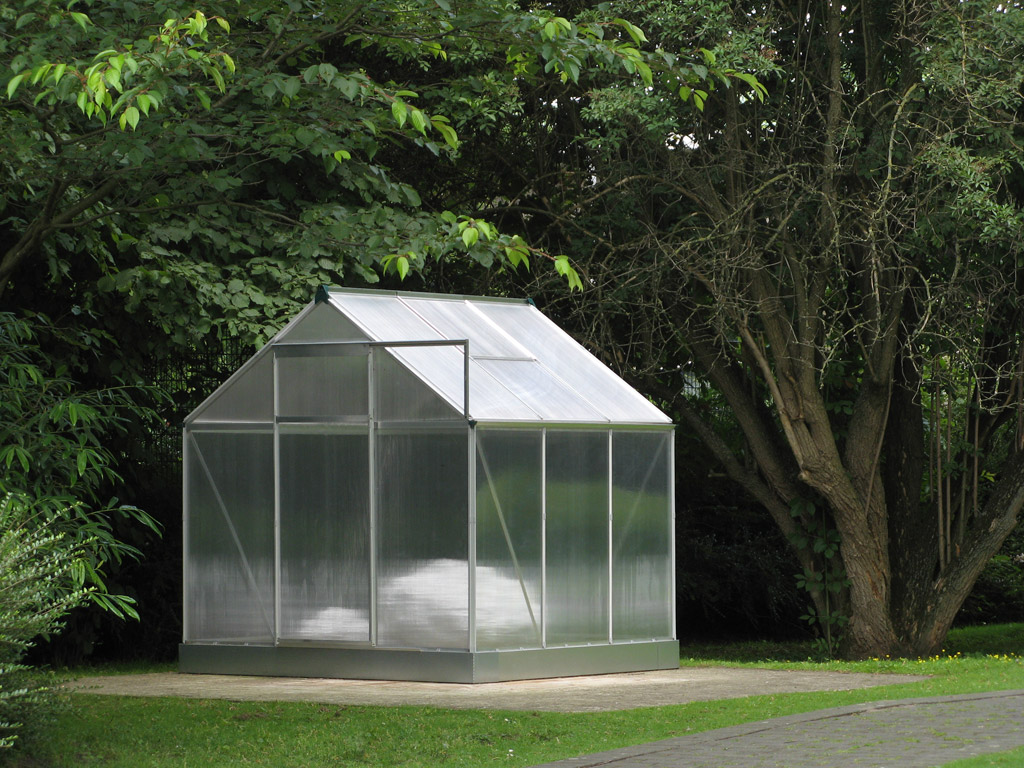
[ Haus / Silber / für #7 ] (2013)
Skulpturenpark Köln
(Foto: Nicola Schrudde)

Bereits nach ihrer Rückkehr aus Ägypten Mitte der 1980er Jahre begann Nicola Schrudde mit dem traditionellen Werkstoff Ton zu arbeiten. Hierdurch gehört sie zu den Ersten im Kontext der zeitgenössischen bildenden Kunst, die diesem längere Zeit »verpönten« Material wieder eine wichtige Rolle zuerkannten. Eine Besonderheit im Schaffen Nicola Schruddes ist es, dass sie in bestimmten Werkgruppen auch bei größeren plastischen Volumina den Ton nicht brennt, sondern allein durch Trocknung aushärten lässt. In Analogie zum Ton als substanzielle Grundlage für das plastische Werk von Nicola Schrudde, gibt es in diesem auch eine Grundform, aus der sich als elementares Formprinzip nahezu alle plastischen Arbeiten der Künstlerin konstituieren. Diese Elementarform ist eine Art unregelmäßiges Ellipsoid; weshalb das plastische Œuvre Nicola Schruddes als ellipsoide Plastik benennbar ist. Die nach dieser Grundform gestalteten Einzelskulpturen werden aufgrund ihrer bewegt geformten Oberflächen wie auch durch ihre zwischen verschiedenen Werkgruppen variierenden Farbwerte oftmals mit Naturphänomenen assoziiert.

### Internes Terrain

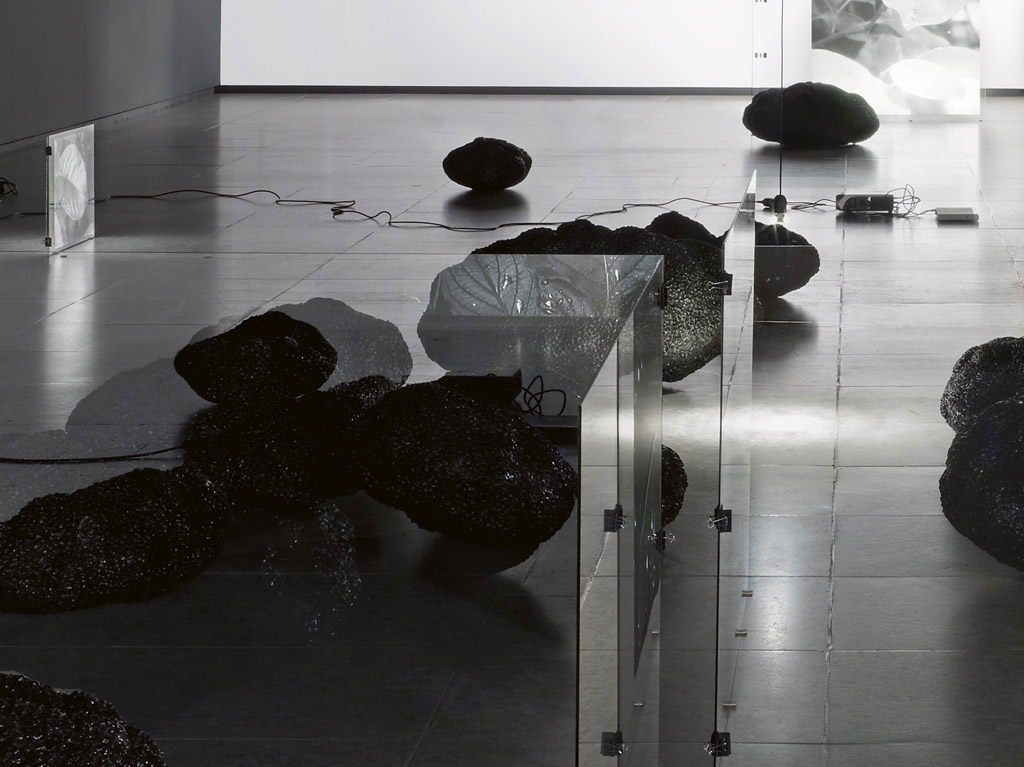
Glanz der Nacht (2012)
Lehmbruck-Museum, Duisburg
(Foto: Dejan Sarić/Nicola Schrudde)

In den plastisch-installativen Arbeiten von Nicola Schrudde werden häufig Cluster von einzelnen ellipsoiden Skulpturen zu komplexen Konstellationen vereinigt. Mit dem Ende der 1990er-Jahre erweitert Nicola Schrudde ihr installatives Grundkonzept um die Dimension gezielter Illumination. Gleichzeitig erfolgt eine Integration von skulptural-räumlich eingesetzten Projektionen auf Licht modifizierende Materialien wie Glas- oder Aluminiumplatten. Das Bildmaterial dieser Projektionen entstammt ihrer etwa zur gleichen Zeit begonnenen »Sammlung der Blätter«; hierbei handelt es sich um gefilmte Blätter oder Blattformationen, die durch ihre fortwährend ruckartige, sakkadengleiche Bewegung auf den visuellen Wahrnehmungsprozess des Menschen referieren. Nicola Schruddes Installationen hinterlassen den Gesamteindruck »interner Landschaften«, die konzeptionelle Parallelen zum japanischen Steingarten oder auch hinsichtlich ihrer planvollen Sichtachsen zum englischen Landschaftsgarten aufweisen.

## Auszeichnungen (Auswahl)
- 1991: Arbeitsstipendium der Stiftung Kunstfonds, Bonn
- 1993: Förderpreis für Bildende Kunst der Landeshauptstadt Düsseldorf
- 1994 und 2003: Förderstipendium der Kunststiftung NRW
- 1995–1997: Fellowship der Henry Moore Foundation am Edinburgh College of Art (ECA)
- 1997: The Hope Scott Trust (Projektförderung), Edinburgh
- 1998: Stipendium Olevano Romano der Deutschen Akademie Rom  – Villa Massimo
- 2000: Residency, Delfina Studio Trust, London
- 2003: Publikationsförderung der Stiftung Kunstfonds, Bonn
- 2009: Aufenthaltsstipendium des Landes Nordrhein-Westfalen am European Ceramic Work Center (ekwc), ‘s-Hertogenbosch
- 2019: Stipendium der Stiftung Bartels Fondation, Basel

## Ausstellungen (Auswahl)
- 1994: Nicola Schrudde, Kunstverein für die Rheinlande und Westfalen, Düsseldorf
- 1996: Nähe & Ferne, Sofia Art Gallery (City Gallery), Sofia
- 1997: Saldo, Kunstmuseum Düsseldorf
- 1997: Nicola Schrudde – Where Ochre Turns to Violet, Caledonian Hall at Royal Botanic Garden, Edinburgh
- 1997: Nicola Schrudde – Where Ochre Turns to Violet, Angel Row Gallery, Nottingham
- 1997: Nicola Schrudde – Where Ochre Turns to Violet, Oriel Mostyn Gallery, Llandudno (Wales)
- 1997: Table Work, Gallery A (kuratiert von William Alsop und Mel Gooding), London
- 1998: Nicola Schrudde – Verschiedene Sorten Grün, Villa Massimo, Rom
- 1999: Feuerwerke, Hetjens-Museum – Deutsches Keramikmuseum, Düsseldorf
- 1999: 29 × 6 h (kuratiert von Nicola Schrudde, u. a. mit Louise Bourgeois, Peter Hutchinson und Lothar Baumgarten), Dia Genese Art Foundation (DGAF), Düsseldorf
- 2000: Nicola Schrudde – Green Transfer, Great Conservatory at Syon Park, London
- 2001: Nicola Schrudde – Bilder, Malkasten, Düsseldorf
- 2002: Summerpalace, Markus Ambach Projekte (MAP) – Wildlife, Neuss
- 2003: Nicola Schrudde – caranicino, The Eagle Gallery, London
- 2004: Ins Licht gerückt – Teile der grafischen Sammlung, Kunstmuseum Bonn
- 2004: Nicola Schrudde – Blättern (Eröffnung »Nachtfoyer«), Kunsthalle Düsseldorf
- 2007: Nicola Schrudde – Installation (für Kunstfilmtag 2007), Malkasten, Düsseldorf
- 2008: 2...3/4, Raum für Kunst und Musik, Köln
- 2008: Nicola Schrudde – Videoinstallation mit Skulpturen, MMIII Kunstverein Mönchengladbach
- 2009: Nicola Schrudde – Final Presentation, European Ceramic Work Center (ekwc), ‘s-Hertogenbosch
- 2011: Wenn es ernst wird, Prozesskunst als Konzept, Station II–III, IIB auf der Raketenstation Insel Hombroich (Stiftung Insel Hombroich)
- 2011:  Monika Schiefer/Nicola Schrudde, dok25a, Düsseldorf
- 2011: drops on green – Der große Skulpturenpark, Projektraum des Deutschen Künstlerbundes, Berlin
- 2012: Nicola Schrudde – Glanz der Nacht, Wilhelm-Lehmbruck-Museum, Duisburg
- 2012: Nicola Schrudde – Räume – Silber und Grün, Kunsthaus Nordrhein-Westfalen, Aachen
- 2013–2015: KölnSkulptur #7, Skulpturenpark Köln
- 2014: ANOTHER PLACE / ANOTHER SPACE / TOGETHER., Quadriennale Düsseldorf/dok25a, Düsseldorf
- 2014: Bildhauerinnen aus der Sammlung Moderne, Museum Kunstpalast, Düsseldorf
- 2016: Nicola Schrudde/Michael Seeling – viriditate, Neuer Kunstverein Wuppertal
- 2016: Marler Medienkunst-Preise – Marl Media Art Awards, Skulpturenmuseum Glaskasten, Marl
- 2018: Down Here – Up There (Teil des Ausstellungsprojekts Kunst & Kohle der RuhrKunstMuseen), Zentrum für Internationale Lichtkunst, Unna[6]
- 2019: gestalten – ein jahrhundert abstrakte kunst im westen, Kunsthaus Nordrhein-Westfalen, Aachen
- 2019: Kepler-452b (mit Karin Hochstatter), Forum für Kunst und Kultur Herzogenrath e.V.
- 2019:  Nicola Schrudde – Aus der Lamäng [Freifläche für Wildwuchs], Kleiner Markgräflerhof, Basel
- 2019: Nicola Schrudde – greenhouse, PARKHAUS im Malkastenpark, Düsseldorf
- 2021: mtrl, Werkschauhalle Leipziger Baumwollspinnerei
- 2022: [ CUFH ] Eine malerische Landschaftsinszenierung von Nicola Schrudde, Flottmann-Hallen, Herne